# خيل برية
الخيل البرية (بالإنجليزية: Wild horse)‏ حيوانات عاشبة نادرة تعيش في الأراضي المعشبة وفي السهول، وتكثر وجودها على جانبي مرتفعات التاي في منغوليا.
ويتعتبر الخيل البرية الوحيدة الباقي على قيد الحياة، فبإمكانها أن تبقى لفترة طويلة دون ماء وتقتات بالأعشاب فقط، وقد جرى تهجنيه مع الحصان المستأنس في بعض المناطق من العالم، ويعتبر كل من الذئب والإنسان عدوين رئيسين له، وقد يعيش هذا الحصان 30 عاماً في بعض الأحيان. وعند حلول موسم التناسل تضع الانثى مهراً صغيراً بعد فترة حمل تدوم بين 11 و12 شهراً. لهذا الحصان معطف بني محمر، شاحبٌ على الكتفين ويصبح أكثر شحوباً في الأجزاء السفلى. وله عرفٌ بني قاتم منتصب إلى الأعلى وله سيقان قوية وأظلاف كبيرة.